# Hydrictis maculicollis
La lontra dal collo macchiato (Hydrictis maculicollis (Lichtenstein, 1835); sinonimo: Lutra maculicollis) è l'unica specie di lontra del genere monotipico Hydrictis. È diffusa in gran parte dell'Africa subsahariana.

## Descrizione

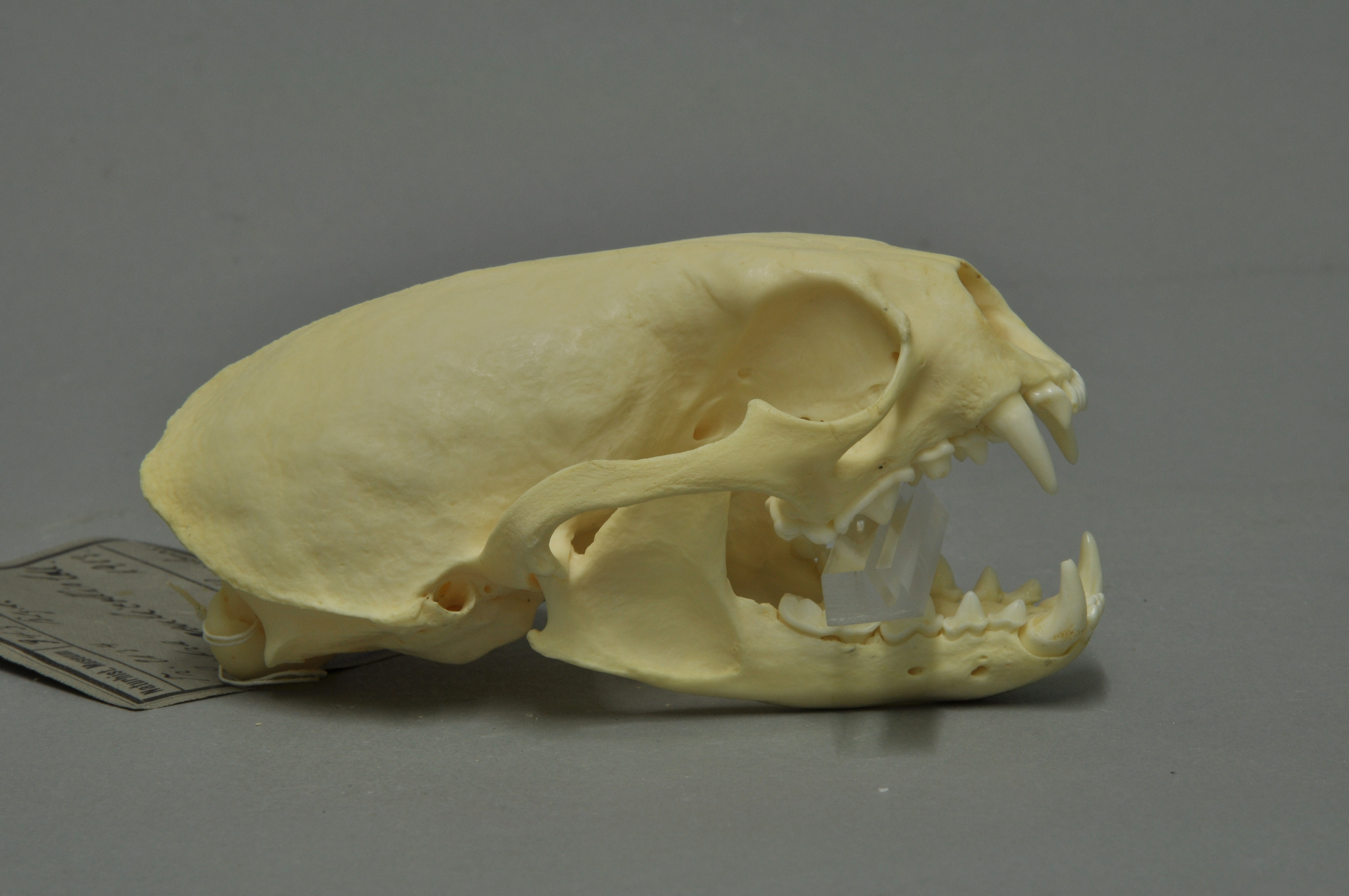
Il cranio.

La lontra dal collo macchiato presenta una lunghezza testa-tronco di 44-68 centimetri e una coda lunga 13,5-19,0 centimetri. Il peso è di circa 3-5 chilogrammi.
Il corpo è snello e allungato, con una lunga coda appiattita dorsoventralmente. La testa è grande, con un collo largo, e si assottiglia in un muso largo e corto. La pelliccia varia dal cioccolato al marrone rossastro ed è in gran parte uniforme. La gola e il collo presentano delle macchie da bianche a color crema, assenti solamente in rari casi. Le macchie possono essere anche molto diverse da un individuo all'altro. Esemplari albini o parzialmente albini sono rari.

## Distribuzione e habitat
La lontra dal collo macchiato è presente in gran parte dell'Africa a sud del Sahara. Il suo areale si estende dalla Guinea-Bissau nell'Africa occidentale all'Etiopia sud-occidentale e a sud-ovest fino al confine settentrionale di Namibia, Botswana nord-occidentale e Zimbabwe e ad est, attraverso Kenya e Tanzania, Malawi e parti del Mozambico, fino al Sudafrica orientale.

## Tassonomia
La lontra dal collo macchiato è l'unica specie del genere monotipico Hydrictis della sottofamiglia delle lontre. Tuttavia, viene ancora classificata da numerosi autori nel genere delle lontre del Vecchio Mondo (Lutra), che in tale caso diventerebbe parafiletico.
La lontra liscia (Lutrogale perspicillata) è considerata una specie sorella della lontra dal collo macchiato.